# خيسوس كابريرو
خيسوس كابريرو (بالإسبانية: Jesús Cabrero Mora) هو لاعب كرة قدم إسباني، ولد في 28 يوليو 1981 في Bolea ‏ في إسبانيا. شارك مع منتخب إسبانيا تحت 17 سنة لكرة القدم ومنتخب إسبانيا تحت 18 سنة لكرة القدم ومنتخب إسبانيا تحت 20 سنة لكرة القدم. أما مع النوادي، فقد لعب مع بونفيرادينا وريال مايوركا ب وريال مايوركا وريكرياتيفو ونادي ألباسيتي ونادي بورغوس ونادي كارتاخينا ونادي هويسكا.

## وصلات خارجية
- خيسوس كابريرو على موقع قاعدة بيانات كرة القدم.إي يو (الإنجليزية)
- خيسوس كابريرو على موقع Soccerway.com (الإنجليزية)
- خيسوس كابريرو على موقع AS.com (الإسبانية)